# Werner Grünert
Werner Grünert (* 6. Dezember 1944 in Plauen) ist ein deutscher Ingenieur-Ökonom und Politiker (DDR-CDU, ab 1990 CDU). Von 1990 bis 1998 war er Mitglied des Thüringer Landtags. 

## Werdegang
Grünert trat 1964 der DDR-Blockpartei CDU bei. Nach dem Abitur 1964 studierte Grünert Ökonomie und schloss das Studium 1967 als Ingenieur-Ökonom ab. 1968–1976 war er Leiter für Rechnungsführung und Statistik, 1977–1990 Bereichsleiter für Ökonomie. Dann Leiter des christlichen Erholungsheimes „Haus Hainstein“ in Eisenach. 1986–1990 Bezirkstags-Abgeordneter in Erfurt. Von 1990 bis 1992 fungierte er als Kreisschatzmeister der CDU Eisenach.
Bei den Landtagswahlen 1990 und 1994 wurde Grünert jeweils in den Thüringer Landtag gewählt, dem er bis zu seiner Mandatsniederlegung am 24. September 1998 angehörte.
Grünert ist verheiratet und hat zwei Kinder.